# Oberkrausenbach
Oberkrausenbach (lokal Heppe) ist ein Gemeindeteil der Gemeinde Dammbach im unterfränkischen Landkreis Aschaffenburg in Bayern.

## Geographie
Die Einöde Oberkrausenbach liegt im Spessart im Tal des Krausengrabens, südlich von Krausenbach, direkt an der Grenze zum Landkreis Miltenberg. Südöstlich befindet sich das Dorf Wildensee, westlich liegt der Weiler Oberwintersbach und im Osten Hundsrück.